# Шпанска партија
Овај чланак користи алгебарску шаховску нотацију како би се описали шаховски потези.
Шпанска партија је шаховско отварање које почиње потезима:
1. е4 е5 2. Сф3 Сц6 3. Лб5
Једно је од најзаступљенијих и најпопуларнијих отварања. Садржи велики број огранака, варијаната и подваријаната.

## Историјат
Шпанска партија(или Руј Лопез) је добила своје име након што је шпански свештеник Руј Лопез де Сегура анализирао ово отварање у књизи Libro del Ajedrez(у дословном преводу значи „Књига шаха") која је написана 1561. године. Иако је отварање већ 1490. године анализирано у Гетиншском рукопису, оно идаље носи ово име. Отварање је постало популарно тек у 19. веку, када је руски теоретичар Карл Јениш поново открио њен потенцијал.

## Варијанте
- Берлинска одбрана 3. Сф6
- Морфијева одбрана 3. а6

Морфијева одбрана је најпопуларнији наставак после 2. Лб5. Главни циљ овог потеза је да после , најчешћег, повлачења ловцем на а4, црни добије могућност да путем 4. ...б5, уклони непријатно везивање. Бели сад треба да се чува да не упадне у замку названу "Нојева барка", у којој црни осваја белог ловца са пешачким напредовањем а6, б5 и ц4.
Осим 4. Ла5 варијанте, постоји још и варијанта размене са 4. Л:ц6.
- Класична одбрана 3. Лц5
- Норвежанска варијанта 3. Са5